# Maldição dos recursos naturais
A maldição dos recursos naturais, também conhecido como o paradoxo da abundância, (em inglês, resource curse ou paradox of plenty) refere-se ao paradoxo em que os países e regiões, com uma abundância de recursos naturais tendem a ter menos crescimento econômico e piores resultados de desenvolvimento se comparados a países com menos recursos naturais. Esta hipótese pode acontecer por diversos motivos, incluindo um declínio na competitividade de outros setores econômicos (causada pela valorização da taxa de câmbio como as receitas dos recursos entre uma economia, um fenômeno conhecido como doença holandesa), a volatilidade da receita do setor de recursos naturais devido à exposição às oscilações das commodities globais de mercado, má gestão governamental dos recursos, ou, instituições ineficientes e instáveis estimulando a corrupção (possivelmente devido ao fluxo facilmente desviado de receita real ou antecipada das atividades extrativistas).
Existem países e regiões, como a África Subsaariana e a América Latina, e os países dessas regiões, que são ricas em recursos naturais mas apresentam crescimento menor que as regiões e países que não têm recursos naturais em abundância, como por exemplo os Tigres Asiáticos.

## Tese maldição dos recursos naturais
A ideia de que os recursos naturais podem ser mais uma maldição do que uma bênção econômica começaram a surgir na década de 1980. Nessa época, o termo resource curse thesis  foi utilizado pela primeira vez por Richard Auty em 1993 para descrever como os países ricos em recursos naturais não foram capazes de usar essa riqueza para impulsionar suas economias e como, contra-intuitivamente, esses países tiveram um crescimento econômico menor do que países sem uma abundância de recursos naturais. Inúmeros estudos, incluindo um por Jeffrey Sachs e Andrew Warner, têm mostrado uma ligação entre a abundância de recursos naturais e o baixo crescimento econômico. A desconexão entre a riqueza dos recursos naturais e o crescimento econômico pode ser visto olhando um exemplo dos países produtores de petróleo. De 1965 a 1998, nos países membros da Opep, o crescimento do Produto Interno Bruto per capita diminuiu em média 1,3%, enquanto que no resto dos países desenvolvidos, o crescimento per capita era, em média 2,2%. Alguns estudiosos argumentam que os fluxos financeiros a partir de ajuda externa podem provocar efeitos semelhantes à maldição dos recursos naturais.